# El príncep i jo 4: Una princesa al paradís
El príncep i jo 4: Una princesa al paradís (originalment en anglès, The Prince & Me: The Elephant Adventure) és una pel·lícula de comèdia romàntica estatunidenca de 2010 dirigida per Catherine Cyran, que es va estrenar directament en format físic. És una seqüela d'El príncep i jo 3: Una lluna de mel reial. S'ha doblat al català per TV3.

## Sinopsi
Un any després del seu casament reial, el rei Edvard i la reina Paige Morgan de Dinamarca reben una invitació per assistir al casament de la princesa Myra de Sangyoon. A la seva arribada, la Paige descobreix que la Myra no està contenta amb el seu matrimoni concertat amb l'inquietant i sinistre Kah i està secretament enamorada d'un jove genet d'elefants anomenat Alu. Quan es revela el romanç secret entre la Myra i l'Alu, ell és tancat ala presó i l'elefant sagrat del casament desapareix a la selva. Per salvar la princesa Myra, la Paige i l'Eddie han de trobar l'elefant i alliberar l'Alu abans de convèncer el rei de Sangyoon que el veritable amor regna sobretot.

## Repartiment
- Kam Heskin com a Paige Morgan, reina de Dinamarca.
- Chris Geere com a Edvard, rei de Dinamarca.
- Jonathan Firth com a Søren.
- Selina Lo com a Rayen.
- Ase Wang com a princesa Myra.
- David Bueno com a soldat número 3.
- Prinya Intachai com a Kah.
- Frank DeMartini com a bateria.
- Joe Cummings com a violista.
- Vithaya Pansringarm com el rei Saryu.
- Leigh Barwell com a infermera.
- David Allen Jones com a guitarrista.
- Amarin Cholvibul com a Alu.
- Felix John Fraser com a agent secret 2.
- John Dang com a cantant.
- Charlie Ruedpokanon com a soldat número 2.
- Peter Mossman com a agent del servei secret número 1.
- Emma Dortsch com a nena.